# 야코비 다양체
대수기하학에서 야코비 다양체(Jacobi多樣體, 영어: Jacobian variety)는 대수 곡선 위에 존재하는 0차 선다발들의 모듈라이 공간이다. 피카르 군에서 단위원을 포함한 연결 성분이며, 이에 따라 주극성화 아벨 다양체를 이룬다.
카를 구스타프 야코프 야코비의 이름을 땄다.

## 정의
복소수체에 대한 완비 비특이 대수 곡선 (리만 곡면)의 경우, 야코비 다양체는 다음과 같이 작도할 수 있다. 이 작도는 닐스 헨리크 아벨이 정의하였고, 카를 구스타프 야코프 야코비가 이 작도가 0차 선다발의 모듈라이 공간과 동형임을 보였다. 이를 아벨-야코비 정리(영어: Abel–Jacobi theorem)라고 한다.
곡면 종수가 {\displaystyle g\in \mathbb {N} }인 복소수 대수 곡선 {\displaystyle \Sigma _{g}}를 생각하자. 그 호지 수들은
|                   | 1 |                   |
| {\displaystyle g} |   | {\displaystyle g} |
|                   | 1 |                   |
이다. 즉, 위상수학적으로
{\displaystyle \Lambda =\operatorname {H} _{1}(\Sigma _{g};\mathbb {Z} )\cong \mathbb {Z} ^{2g}}
이다. (리만 곡면의 경우, 호몰로지에 꼬임 부분군이 없다.) 또한,
{\displaystyle V=(\operatorname {H} ^{1,0}(\Sigma _{g}))^{*}=(\operatorname {H} ^{0}(\Sigma _{g},{\mathcal {K}}_{\Sigma _{g}}))^{*}\cong \mathbb {C} ^{g}}
를 정의할 수 있다. 여기서
- {\displaystyle \operatorname {H} ^{1,0}(\Sigma _{g})=\operatorname {H} ^{0}(\Sigma _{g},{\mathcal {K}}_{\Sigma _{g}})}는 (1,0)차 복소수 미분 형식들의 복소수 벡터 공간이며, ((1,−1)차 복소수 미분 형식이 존재하지 않으므로) (1,0)차 돌보 코호몰로지와 같다. ({\displaystyle {\mathcal {K}}_{\Sigma _{g}}}는 대수 곡선의 표준 선다발이며, 기하학적으로 그 단면은 (1,0)차 복소수 미분 형식이다.)
- {\displaystyle (-)^{*}}는 유한 차원 복소수 벡터 공간의 쌍대 공간이다.

정수 계수 코호몰로지가 꼬임 부분군을 갖지 않으므로, 자연스럽게 {\displaystyle \Lambda \subseteq V}이다. 이는 (1,0)차 복소수 미분 형식을 실수 1차원 부분 다양체에 대하여 적분하는 것에 해당한다.
이 경우, 야코비 다양체 {\displaystyle \operatorname {Jac} (\Sigma _{g})}는 {\displaystyle g}차원 복소수 아벨 다양체
{\displaystyle \operatorname {Jac} (\Sigma _{g})=V/\Lambda \cong \mathbb {T} ^{2g}}
이다.

### 주극성화
야코비 다양체는 자연스럽게 주극성화 아벨 다양체의 구조를 갖는다.
구체적으로, 복소수 벡터 공간 {\displaystyle V^{*}}에는 교차 형식(intersection form)에 의하여 다음과 같은 반쌍선형 심플렉틱 형식이 존재한다.
{\displaystyle \omega ^{-1}\colon {\bar {V}}^{*}\times V^{*}\to \mathbb {C} }
{\displaystyle \omega ^{-1}\colon ({\bar {a}},b)=\int _{\Sigma _{g}}{\bar {a}}\wedge b\qquad (a,b\in V^{*}=\Omega ^{1,0}(\Sigma _{g}))}
이 형식이 비퇴화이므로, 그 역 {\displaystyle \omega \colon {\bar {V}}\times V\to \mathbb {C} }는 {\displaystyle V} 위의 반쌍선형형 심플렉틱 형식이다. 또한, {\displaystyle \omega (\Lambda ,\Lambda )=\mathbb {Z} }임을 알 수 있다.
구체적으로, {\displaystyle \Lambda }의 적절한 기저 {\displaystyle \{\alpha _{i},\beta _{i}\}_{i=1,\dots ,g}}에서
{\displaystyle \omega (\alpha _{i},\beta _{i})=-\omega (\beta _{i},\alpha _{i})=\delta _{ij}}
{\displaystyle \omega (\alpha _{i},\beta _{i})=\omega (\beta _{i},\beta _{j})=\delta _{ij}}
로 놓을 수 있다. 즉, {\displaystyle \omega (\mathrm {i} a,b)}는 {\displaystyle V} 위의 켈러 형식이며, 동형
{\displaystyle {\bar {V}}\cong V^{*}}
{\displaystyle {\bar {\alpha }}\mapsto \omega (\alpha ,-)}
을 정의한다. 따라서, {\displaystyle \operatorname {Jac} (\Sigma _{g})}는 {\displaystyle \omega }에 의하여 주극성화 아벨 다양체를 이룬다.

## 성질
야코비 다양체는 차수 0의 정칙 선다발들의 모듈라이 공간이다. 여기서 차수란 기하학적으로 천 특성류의 적분이며, 차수가 0인 것은 그 천 접속의 곡률이 0임을 뜻한다. 이러한 선다발들은 텐서곱에 따라서 아벨 군을 이루는데, 야코비 다양체의 (아벨 다양체로서의) 군 구조는 이와 일치한다.
모든 차수의 정칙 선다발들의 모듈라이 공간은 피카르 다양체라고 하며, 야코비 다양체는 그 속의, 항등원을 포함하는 연결 성분이다.

### 아벨-야코비 사상
리만 곡면 {\displaystyle \Sigma }가 주어졌다고 하자. 그렇다면, {\displaystyle \Sigma }의 0차 인자의 공간 {\displaystyle \operatorname {Div} _{0}(\Sigma )}에서 야코비 다양체로 가는 다음과 같은 사상이 존재한다.
{\displaystyle \operatorname {AJ} _{\Sigma }\colon \operatorname {Div} _{0}(\Sigma )\to \operatorname {Jac} (\Sigma )}
{\displaystyle \operatorname {AJ} _{\Sigma }\colon \sum _{i=1}^{k}(p_{i}-q_{i})\mapsto \left[\omega \mapsto \sum _{i=1}^{k}\int _{q_{i}}^{p_{i}}\omega _{1}\right]\qquad p_{1},\dotsc ,p_{k},q_{1},\dotsc ,q_{k}\in \Sigma ,\;\omega \in \Omega ^{1,0}(\Sigma )=V^{*}}
여기서 {\displaystyle \textstyle \int _{q_{i}}^{p_{i}}\omega }는 {\displaystyle q_{i}}와 {\displaystyle p_{i}}를 끝점으로 갖는 {\displaystyle \Sigma } 속의 임의의 곡선
{\displaystyle \gamma \colon [0,1]\to \Sigma }
{\displaystyle \gamma (0)=q_{i}}
{\displaystyle \gamma (1)=p_{i}}
에 대한 1차 미분 형식 {\displaystyle \omega }의 적분이다. 이는 물론 사용한 곡선 {\displaystyle \gamma }의 호모토피류에 의존하지만, 서로 다른 곡선을 사용하였을 때의 차는 {\displaystyle \Lambda }에 속한다. 즉, 이는 야코비 다양체 속의의 점을 잘 정의한다.
이 사상은 전사 함수이자 두 아벨 군 사이의 군 준동형이며, 그 핵은 주인자의 부분군 {\displaystyle \operatorname {PDiv} (\Sigma )\leq \operatorname {Div} _{0}(\Sigma )}이다. 즉, 다음과 같은, 아벨 군의 짧은 완전열이 존재한다.
{\displaystyle 0\to \operatorname {PDiv} (\Sigma )\to \operatorname {Div} _{0}(\Sigma )\to \operatorname {Jac} (\Sigma )\to 0}
0차 정칙 선다발은 인자류 {\displaystyle [\textstyle \sum _{i}p_{i}-q_{i}]\operatorname {Div} _{0}(\Sigma )/\operatorname {PDiv} (\Sigma )}에 의하여 분류되므로, 이는 0차 선다발의 모듈라이 공간과 야코비 다양체 사이의 동형을 정의한다.
특히, {\displaystyle g\geq 1}인 경우를 생각하자. 이 경우, 임의의 {\displaystyle q\in \Sigma }에 대하여,
{\displaystyle \overbrace {\Sigma \times \dotsb \times \Sigma } ^{g}\to \operatorname {Jac} (\Sigma )}
{\displaystyle (p_{1},\dotsc ,p_{g})\mapsto \operatorname {AJ} _{\Sigma }\left(\sum _{i=1}^{g}(p_{g}-q)\right)}
를 생각하자. 이는 대칭군 {\displaystyle \operatorname {Sym} (g)}의 작용에 대하여 불변이므로, 이는 짜임새 공간 {\displaystyle \operatorname {Conf} (\Sigma ,g)=\Sigma ^{g}/\operatorname {Sym} (g)} 위에 정의된다. 이 사상
{\displaystyle \operatorname {Conf} (\Sigma ,g)\to \operatorname {Jac} (\Sigma )}
은 항상 전사 함수이며, 거의 어디서나 단사 함수이다. 즉, 이 사상이 단사 함수가 아닌 점들은 양의 여차원의 부분 다양체를 이룬다.

## 예
종수 1의 리만 곡면 {\displaystyle \Sigma }의 야코비 다양체는 원래 리만 곡면과 동형이며, 그 동형 사상은 아벨-야코비 사상 {\displaystyle \Sigma =\operatorname {Conf} (\Sigma ,1)\to \operatorname {Jac} (\Sigma )}에 의하여 주어진다.
종수 0의 리만 곡면(즉, 리만 구)의 야코비 다양헤는 0차원 아벨 다양체이므로 한원소 공간이다. 다시 말해, 리만 구 위에서, 모든 0차 인자는 주인자이며, 유일한 0차 정칙 선다발은 자명하다. (천 접속의 곡률이 0이므로, 이러한 정칙 선다발은 모노드로미로 정의되는데, 리만 구는 단일 연결 공간이므로 모노드로미가 존재하지 않는다.)

## 참고 문헌
- J.S. Milne (1986). 〈Jacobian Varieties〉 (PDF). 《Arithmetic Geometry》. New York: Springer. 167–212쪽. ISBN 0-387-96311-1.

## 같이 보기
- 피카르 군
- 알바네세 다양체